# Joan Codina
Joan Codina Torres ( Barcelona, 17 de mayo de 1927 - 13 de diciembre de 1999) fue un sindicalista y político español. Fue consejero de Trabajo de la Generalidad de Cataluña.

## Biografía
Nacido en Barcelona en diciembre de 1927 y de formación autodidacta, tras el servicio militar se trasladó a Guinea Ecuatorial, que era colonia española, en la zona continental del río Muni, donde trabajó en una empresa de exportación. En 1961 regresó a Barcelona.  En Barcelona entra a trabajar en una empresa metalúrgica en la que ejerce de jefe de almacén hasta 1976. A raíz de una reducción de plantilla es despedido. En 1974, había empezado a tener contacto con el mundo sindical, primero dentro del sindicato vertical (CNS), participando en las últimas elecciones sindicales franquistas, en las que fue elegido vocal de la agrupación del comercio del metal. 

## Trayectoria
En 1976 se afilia a UGT y colabora activamente en el proceso de reconstrucción del sindicato. En noviembre de 1976 la Federación del Metal elige una dirección colegiada de la que Codina forma parte como secretario de formación y más tarde ocupó la secretaría general del metal. El 22 de abril de 1977 fueron legalizados los sindicatos, hasta entonces clandestinos. La legalización de la Unión General de Trabajadores UGT acelerará el proceso de estructuración. El mismo mes de abril, se celebró el XV Congreso Metalúrgico Confederal, en el curso del cual Joan Codina se convirtió en vocal de la ejecutiva. Poco después se celebró el I Congreso Catalán del Metal, con 300 delegados en representación de 3.000 afiliados, Joan Codina será elegido secretario general y Paco Neira (Macosa), secretario de organización. También formaron parte de esta ejecutiva Xavier Juanto (Seat), Manolo Gómez (Pegaso), Carlos Palop (Pegaso) y Antonio Puerta (Seat). 
Celebradas las primeras elecciones democráticas después del franquismo en 1977, el presidente Tarradellas en pleno proceso de recuperación del autogobierno catalán le nombra Consejero de Trabajo de su primer gobierno (5 de diciembre de 1977).   Toma posesión y dimite de sus responsabilidades en UGT.  
En julio de 1978, una vez culminado el proceso de unificación socialista se afiliará a la nueva formación, el Partido de los Socialistas de Cataluña. Uno de los grandes hitos de su paso por el Departamento fue la creación del Consell de Treball de Catalunya en septiembre de 1978.
Aprobado el Estatuto de Autonomía de Cataluña de 1979 y convocadas las primeras elecciones para el Parlamento de Cataluña sería candidato en las listas del PSC. Elegido como diputado por Barcelona, cesó como Consejero con el resto del gobierno. Joan Codina iniciará una nueva etapa como parlamentario en Barcelona, y después en 1986 elegido por el Parlamento, como senador por la comunidad autónoma en el Senado. De forma paralela volvió a entrar la ejecutiva de UGT encabezada por Luis Fuertes. 
Murió en diciembre de 1999. 
En 2001, la Fundación Josep Comaposada y la Fundación Rafael Campalans decidieron que los Premios Primero de Mayo, en su apartado dedicado a la Iniciativa Social, llevara el nombre de Joan Codina.